# 东部沙漠 (埃及)

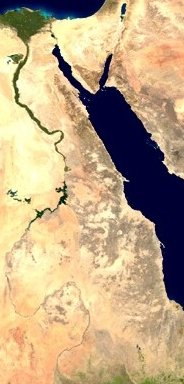
尼罗河和东部沙漠

东部沙漠（古埃及语：Antt）是撒哈拉沙漠的一部分，位于尼罗河与红海之間。它北起埃及，南至厄立特里亚，还包括苏丹和埃塞俄比亚的部分地区。东部沙漠也被称成為阿拉伯沙漠，因为早在埃及伊斯蘭化前，阿拉伯人就居住於此。东部沙漠的海拔最高點位於加巴尔·沙拜·艾尔·巴纳特（2187米）。